# Xã Dale, Quận Atchison, Missouri
Xã Dale (tiếng Anh: Dale Township) là một xã thuộc quận Atchison, tiểu bang Missouri, Hoa Kỳ. Năm 2010, dân số của xã này là 231 người.